# Agnieszka Ziołowicz
Agnieszka Maria Ziołowicz – polska filolog, dr hab. nauk humanistycznych, profesor Katedry Historii Literatury Oświecenia i Romantyzmu Wydziału Polonistyki Uniwersytetu Jagiellońskiego.

## Życiorys
W 1985 ukończyła studia z zakresu filologii polskiej na Uniwersytecie Jagiellońskim, w 1991 obroniła pracę doktorską Z problemów misteryjności w polskim dramacie romantycznym i modernistycznym, 29 marca 2004 uzyskała stopień doktora habilitowanego. 29 stycznia 2018  nadano jej tytuł profesora w zakresie nauk humanistycznych. 
Jest profesorem Katedry Historii Literatury Oświecenia i Romantyzmu Wydziału Polonistyki Uniwersytetu Jagiellońskiego i członkiem Komisji Kultury Słowian na I Wydziale Filologicznym Polskiej Akademii Umiejętności.